# Jiuzhong
Jiuzhong (kinesiska: 九重, 九重镇) är en köping i Kina. Den ligger i provinsen Henan, i den centrala delen av landet, omkring 290 kilometer sydväst om provinshuvudstaden Zhengzhou.
Genomsnittlig årsnederbörd är 858 millimeter. Den regnigaste månaden är augusti, med i genomsnitt 142 mm nederbörd, och den torraste är januari, med 8 mm nederbörd.